# Megamelanus dorsalis
Megamelanus dorsalis är en insektsart som beskrevs av Metcalf 1923. Megamelanus dorsalis ingår i släktet Megamelanus och familjen sporrstritar. Inga underarter finns listade i Catalogue of Life.